# Representationsreformen i Finland

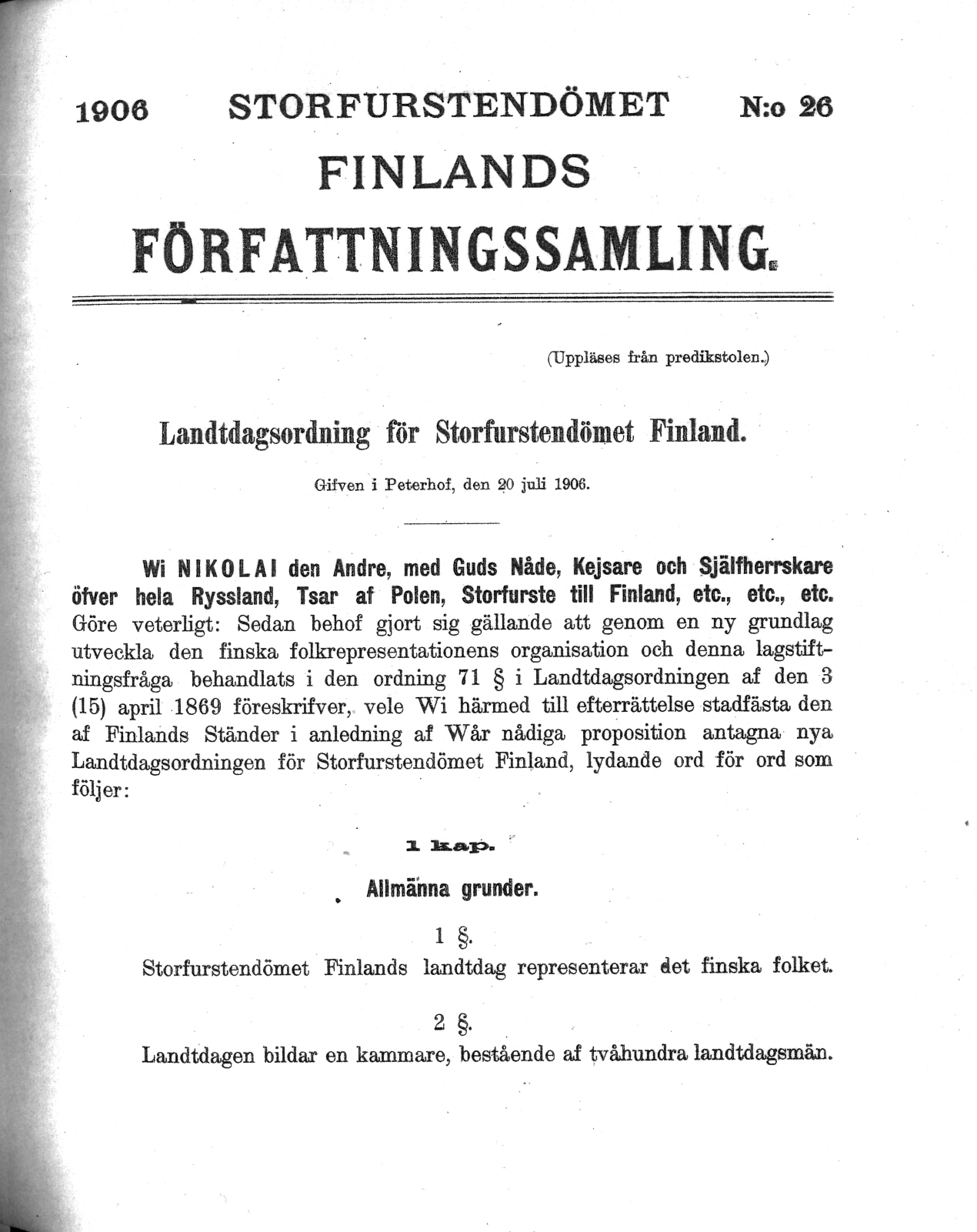
Lantdagsordningen 1906.

Representationsreformen i Finland innebar att ståndslantdagarna (Finlands lantdagar) ersattes av en demokratiskt vald enkammarlantdag med 200 ledamöter (riksdagen). Det första valet hölls i mars 1907.
En ståndsbaserad representation fanns i början på 1900-talet endast kvar i Finland och i några nordtyska provinser (Mecklenburg), medan tvåkammarsystemet tillämpades nästan överallt. Representationsreformen var en följd av storstrejken 1905, som i sin tur ingick i den politiska turbulensen i Ryssland efter motgångarna i rysk-japanska kriget 1904–1905. I avsikt att lugna ned stämningarna hade Nikolaj II lovat ge Ryssland en riksduma, medan han i Finland genom det så kallade novembermanifestet upphävde tillämpningen av februarimanifestet från 1899 och dessutom ställde införandet av allmän och lika rösträtt i utsikt. 
För att genomföra reformen tillsatte den nya senaten som leddes av Leo Mechelin i december 1905 en kommitté med Robert Hermanson som ordförande, medan kejsaren strax därpå utfärdade kallelsen till en sista urtima ståndslantdag (1905–1906). Kommittén beslöt först att införa det nästan oprövade enkammarsystemet som i Europa förekom bara i några småstater på Balkan. Därefter fastslogs att även kvinnor skulle få samma rätt att rösta och att kandidera i lantdagsval som män. Även detta var en stor nyhet i Europa (och i hela världen). Rösträtts- och valbarhetsåldern sattes till 24 år. 
Reformens radikalitet modererades dock av några viktiga bestämmelser. Ett proportionellt valsystem som tidigare funnits bara i Belgien (d’Hondts metod) infördes och valkretsarna gjordes relativt stora. En kandidat kunde även ställa upp i flera kretsar på en gång och behövde alltså inte heller själv bo i valkretsen. På förslag av E.N. Setälä infördes kravet på kvalificerad majoritet som tillämpades då grundlagar ansågs bli berörda av ny lagstiftning. Alla lagförslag skulle även passera det så kallade stora utskottet, som föreslagits av Felix Heikel, innan de antogs av lantdagens plenum. 
Representationsreformen hade en mycket stor inverkan på den politiska kulturen, opinionsbildningen och partiväsendet. De röstberättigades antal växte till ca en miljon. Reformen utgjorde ett viktigt led i arbetarklassens frammarsch och öppnade vägen för arbetarrörelsen att delta i lagstiftningen och väckte på så sätt därför också stora förhoppningar om ytterligare sociala och ekonomiska reformer. Det första valet till enkammarlantdagen i mars 1907 blev även en betydande framgång för Finlands socialdemokratiska parti. Nya borgerliga partier som Svenska folkpartiet och Agrarförbundet organiserade sig för att attrahera nya skaror av väljare. Den nya lantdagsordningen och vallagen stadfästes av kejsaren den 20 juli 1906, men de åtföljdes inte av någon ny regeringsform. Därför infördes inte ännu parlamentarismen i Finland, och kejsaren behöll fortfarande nästan all reell makt i sin hand.